# بونتا ديل فارو

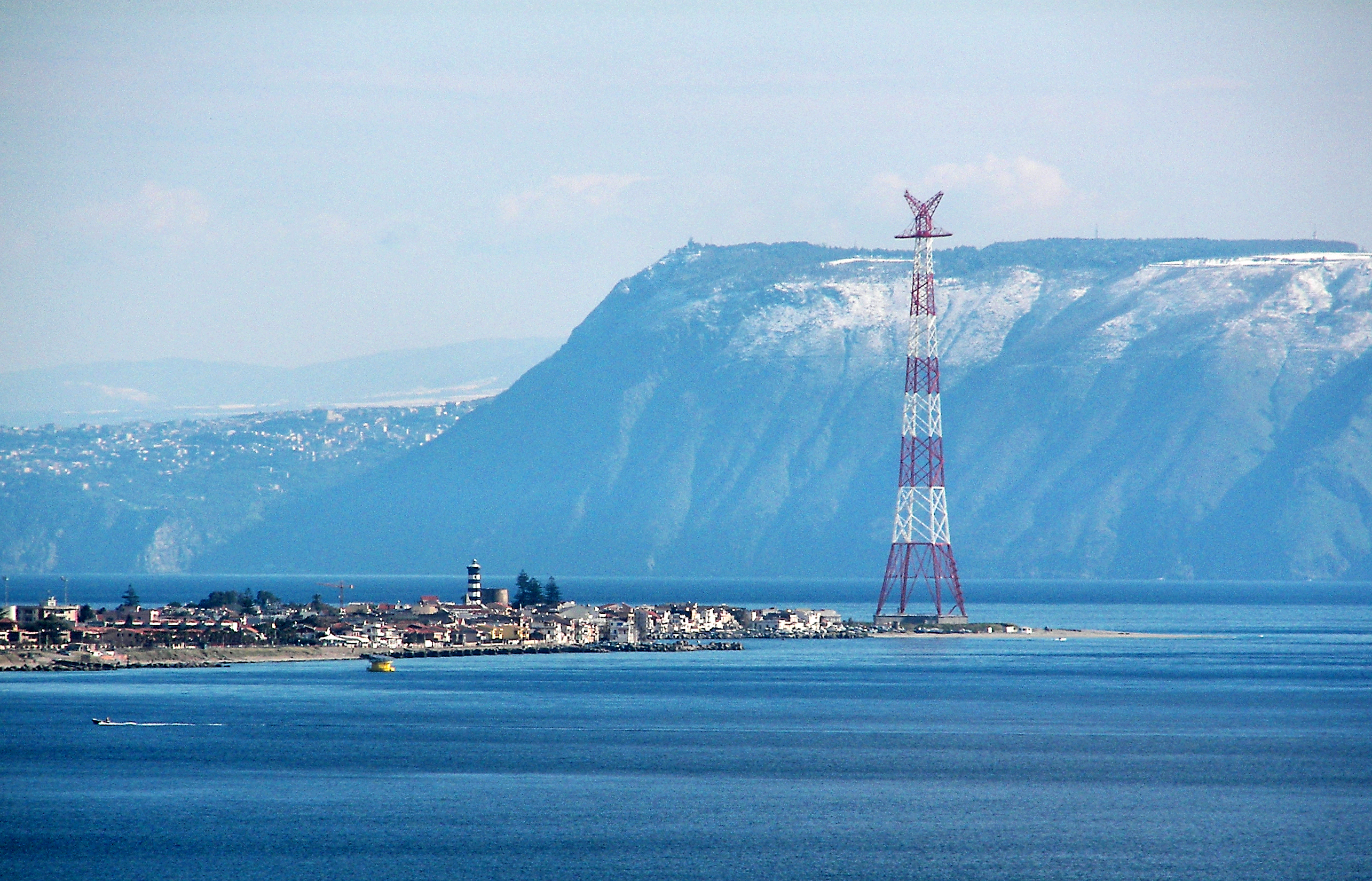
بونتا ديل فارو

كابو بيلورو (بالإيطالية: Capo Peloro)‏ أو بونتا ديل فارو (بالإيطالية: Punta del Faro)‏ هي أقصى الشمالي الشرقي من صقلية وإقليمها جزء من مدينة ميسينا. تمثل الزاوية الشمالية الشرقية من شكل الجزيرة المثلث، تشتهر بشواطئها المميزة مثل: 